# Cá chép đỏ
Cá chép đỏ là các sản phẩm lai giống từ biến thể của cá chép Koi thân ngắn, có màu sắc đỏ hoặc vàng đỏ (biến thể này trong tiếng Nhật còn được gọi là Kawarimono hay Aka Muji-đỏ đơn sắc, hay Higoi-sắc đỏ). Ở Việt Nam chúng thường được dùng làm lễ vật cúng tiễn Táo quân chầu trời vào ngày 23 tháng Chạp, vào dịp này, người ta mua cá chép đỏ về để cúng ông Táo, ông Công và cũng là để phóng sinh. Trong số các sản phẩm của cá chép đỏ thì cá chép đỏ ở Thủy Trầm đã trở thành thương hiệu ở Việt Nam, với việc tỉnh Phú Thọ đã công nhận làng nghề cá chép đỏ Thủy Trầm và Cục Sở hữu trí tuệ đã công nhận thương hiệu cá chép đỏ Thủy Trầm và bảo hộ trên phạm vi toàn quốc

## Đặc điểm
Cá chép đỏ ở Việt Nam có nguồn gốc xuất xứ từ Nhật Bản, và nguồn cá chép đỏ chủ yếu là loài cá cảnh lai cá chép Nhật nên có đuôi dài và màu đỏ cờ. Giống cá chép ta có màu sắc đỏ nhạt hoặc hơi vàng ít được ưa chuộng, có thể phân biệt cá chép đỏ với cá vàng biến thể đỏ bằng việc quan sát ở đuôi của cá theo đó, cá chép đỏ có đuôi ngắn hơn cá cảnh.
Giống cá chép đỏ hầu như rất ít có mầm bệnh. Cá chép đỏ rất mẫn cảm với nguồn nước, hàng tháng phải tháo nước và tiêu nước ô nhiễm, cá có khả năng chịu nhiệt độ thấp nên thời tiết rét đậm, rét hại có thể không bị ảnh hưởng. Đây là giống cá ăn tạp, có thể tận dụng nhiều nguồn thức ăn, như cỏ, cám, rau băm, các loại cá tạp băm nhỏ và tận dụng mọi nơi, mọi chỗ để nuôi.. Thức ăn của cá chép đỏ khá đơn giản, ít tốn kém chủ yếu là rong rêu, tận dụng nguồn thực vật phù du, sinh vật phù du, khi nuôi, thỉnh thoảng chúng được cho ăn cám bổ sung.

## Sinh trưởng
Cá thường sinh sản khi thời tiết ấm dần lên, thường là vào tháng 2 âm lịch. Cá chép đỏ chậm lớn, cá chép con khi mới sinh trưởng chỉ bằng nửa đốt ngón tay và sau 6 tháng thì chúng to khoảng hai đến ba ngón tay. Để cá phát triển đều và khỏe mạnh, người dân phải nuôi đúng mật độ và cho ăn đầy đủ. Cá chép đỏ khi đạt từ 1 kg trở lên có thể làm thực phẩm, thịt cá giàu dinh dưỡng và ngon như cá chép trắng, do cá có màu đỏ đẹp, lại ứng với truyền thuyết về cá chép vượt vũ môn hóa rồng của người Việt nên người dân nuôi cá chủ yếu chỉ để phục vụ nhu cầu tín ngưỡng chứ không phát triển nuôi cá thương phẩm.

## Các sản phẩm
Hiện nay, ở Việt Nam có các sản phẩm cá chép đỏ sau đây đã dần thịnh hành và có tiếng, được ưa chuộng:
Cá chép Tam dương (Vĩnh Phúc) là một loại cá chép cảnh có màu đỏ tươi, thân thon, đuôi dài, thân có thể có lẫn sắc trắng hoặc đen, có giá cao hơn chép ta đỏ, chung có đuôi dài, màu vảy xen lẫn trắng hoặc đen, mình thon, dẹt, thường được dùng nuôi cảnh, cá Tam Dương có chất lượng cá đồng đều, vảy bóng, màu sắc bắt mắt, chúng có màu sắc bắt mắt hơn cá chép vàng. Sản phẩm cá chép Tam Dương tại chợ cá làng Sở Thượng có hai loại: Đỏ ớt và Tam Dương, loại cá này có màu đỏ chói hơn so với các loại khác.
Cá chép đỏ Thủy Trầm là sản phẩm có màu sắc đỏ đậm, nhiều chủng loại, mẫu mã đẹp, cá chép đỏ loại đẹp nhất được đưa đến chợ thường có nguồn gốc từ Thủy Trầm. Giống cá này ngoại hình đồng đều, màu sắc đỏ tươi, cá khỏe. Giống cá chép đỏ này phù hợp với điều kiện thủy nhưỡng nên sinh trưởng và phát triển tốt. Cá chép đỏ Thủy Trầm còn có những ưu điểm về giống nên cho thu hoạch những lứa cá chất lượng tốt, khỏe mạnh, đẹp, màu đỏ như màu cờ và không có đốm. Tiêu chuẩn này cũng liên quan đến văn hóa tâm linh khi nhiều người quan niệm, cá chép càng đỏ sẽ càng giúp công danh thuận lợi, rực rỡ hơn.
Ngoài ra còn có cá chép ở làng Tân Cổ đa dạng về chủng loại, khỏe, đẹp, có thể thích nghi khi vận chuyển đi xa, chúng đỏ óng, không có đốm đen trên người và to đồng đều nhau. Cá chép đỏ ở Cẩm Khê có màu đỏ chót, màu đậm hơn rất nhiều so với cá chép đỏ được nuôi ở các vùng đất khác, cá không được đỏ bằng và màu nhạt, cá có kích cỡ chiếc bật lửa ga, có màu đỏ chót, vảy bóng mượt, không có chấm đen, chấm đốm được ưa chuộng. Cá chép ở chợ Yên Sở là cá chép đỏ, vàng, tùy theo màu sắc và kích cỡ, với hai loại cá chép đỏ là cá chép ta, màu vàng nhạt, đuôi ngắn, mình dày, cá chép ta có màu vàng nhạt hơn cá chép Tam Dương, mình dày, đuôi ngắn. Cá chép Yên Lập có màu đỏ rực và khỏe nhờ nguồn nước của sông Phó Đáy, cá ở đây có màu đỏ rực và khỏe. 

## Hình ảnh

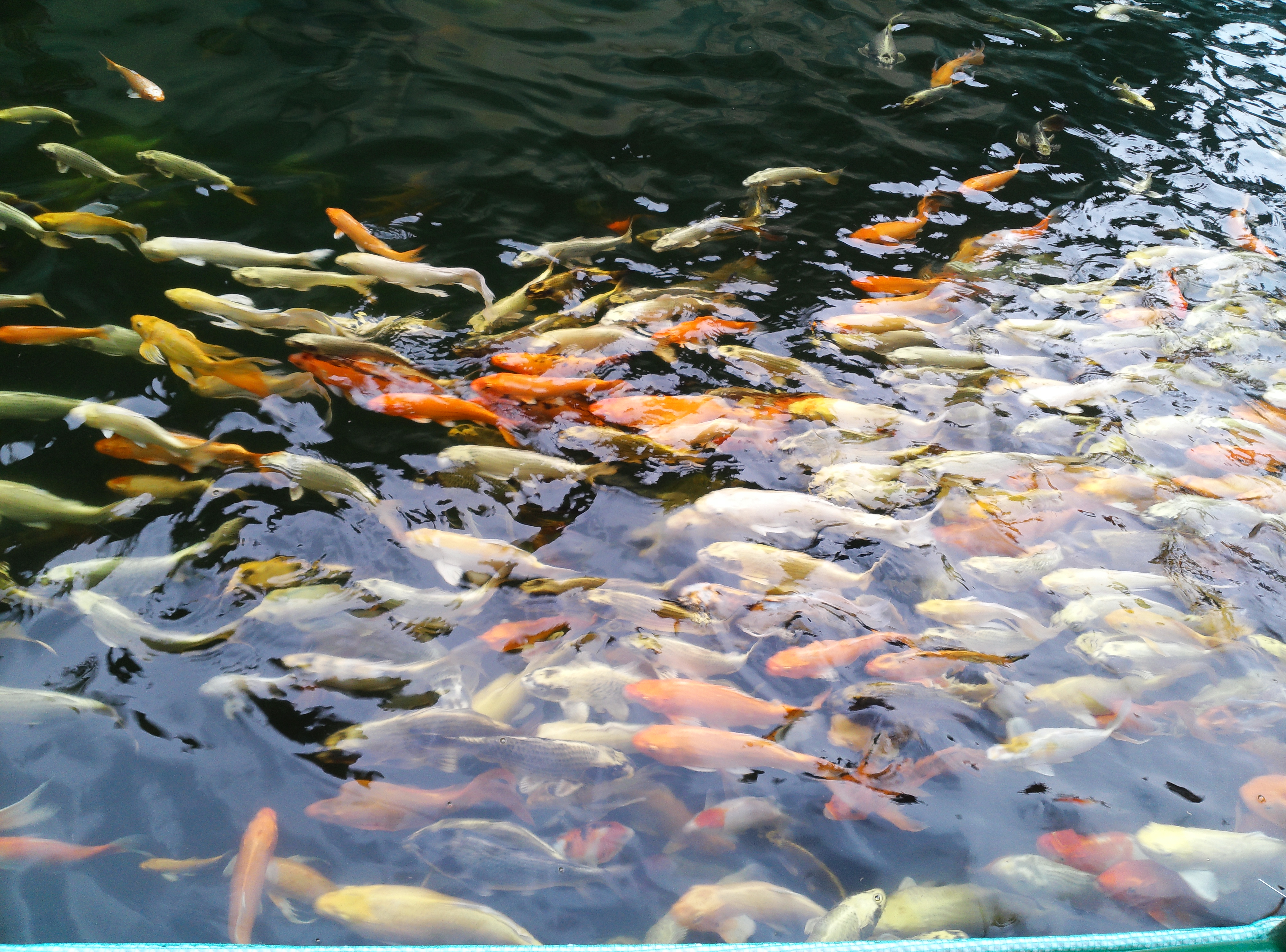
Đàn cá chép trong đó có lẫn cá chép đỏ ở thủy cung Đầm Sen
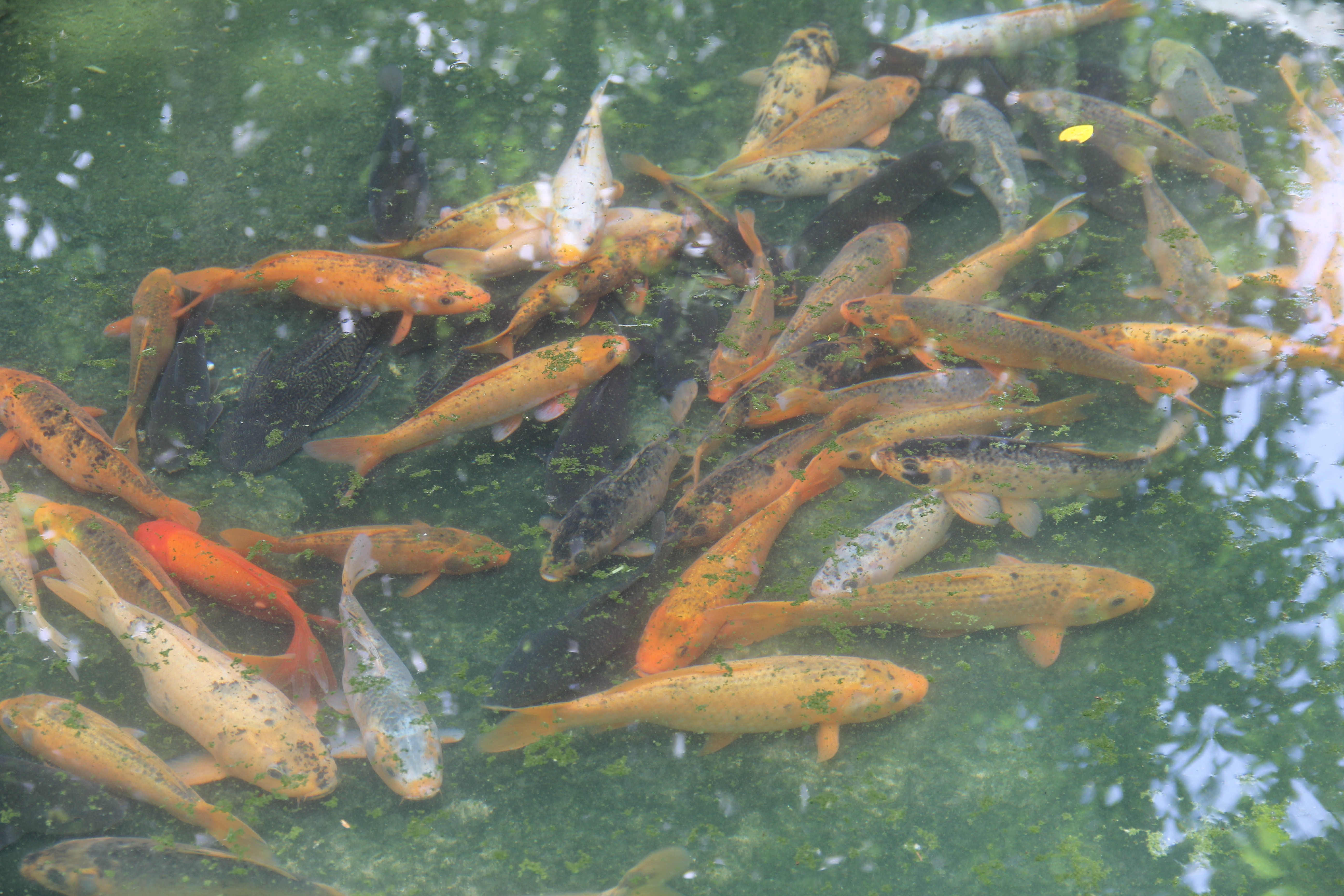
Đàn cá cảnh ở Đại Nam trong đó có 01 cá thể cá chép đỏ
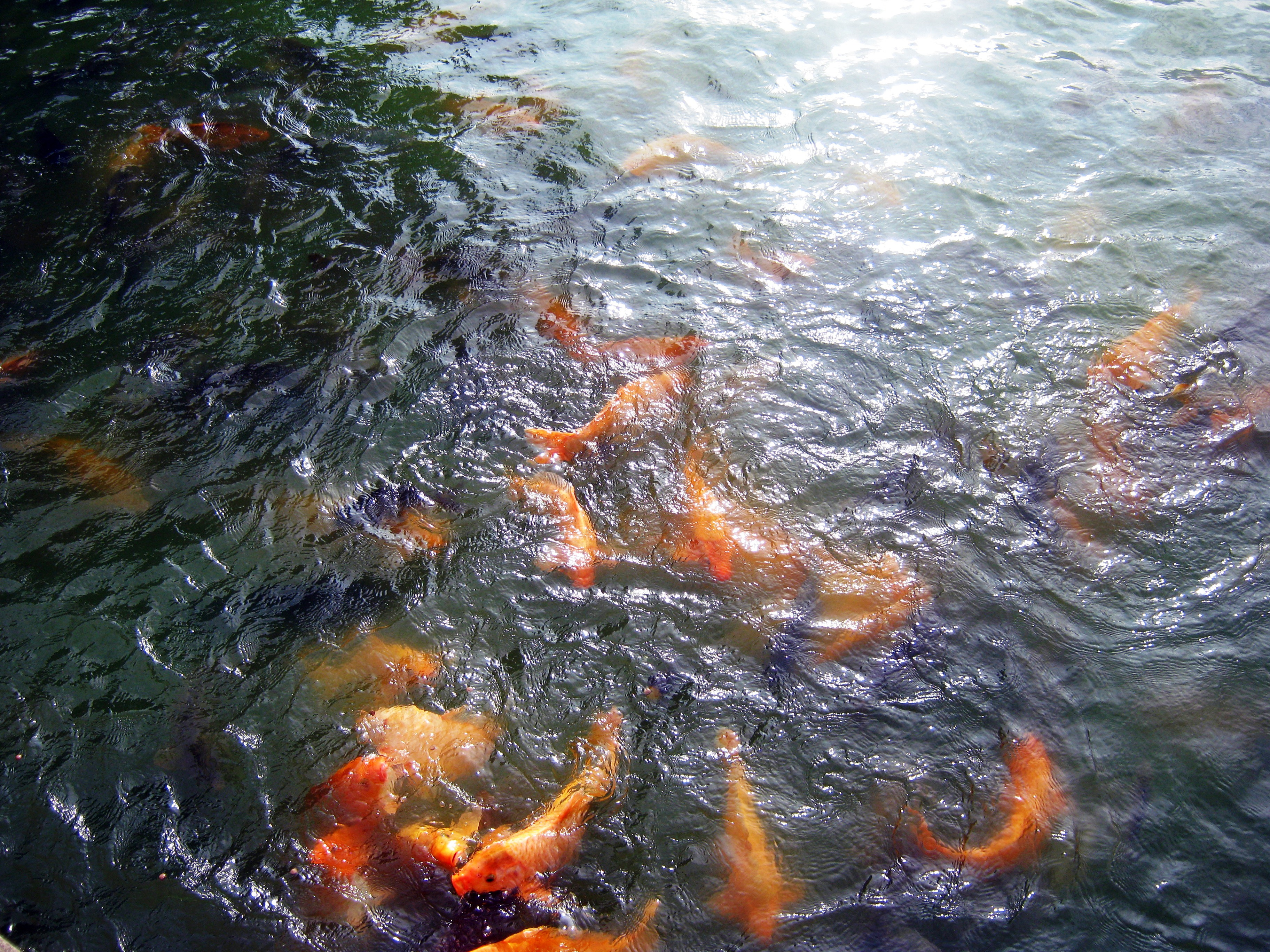
Cá Chép đỏ trên núi Cấm
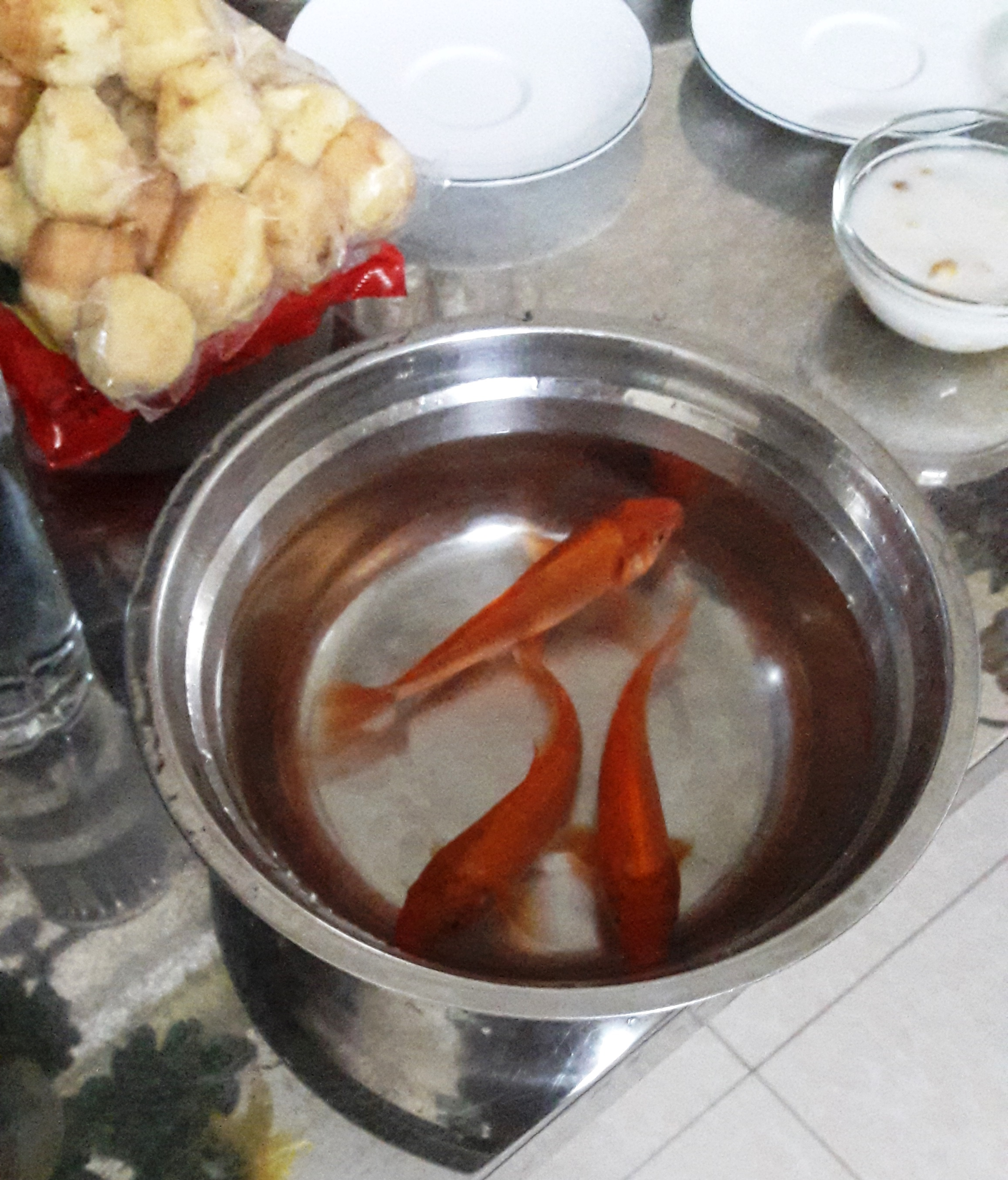
Cá chép đỏ cúng và phóng sinh ở một tư gia
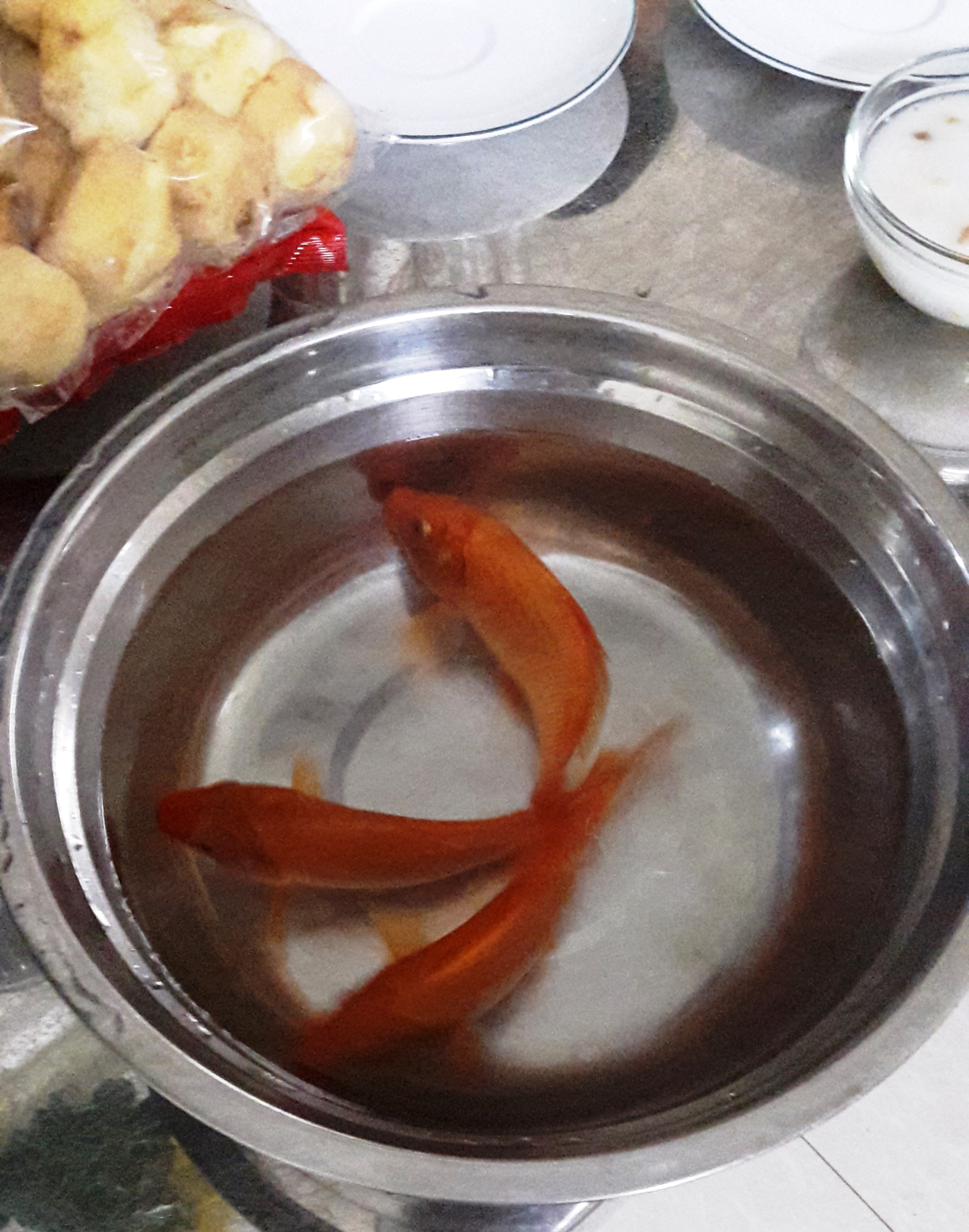
Cá chép đỏ cúng và phóng sinh tại một tư gia
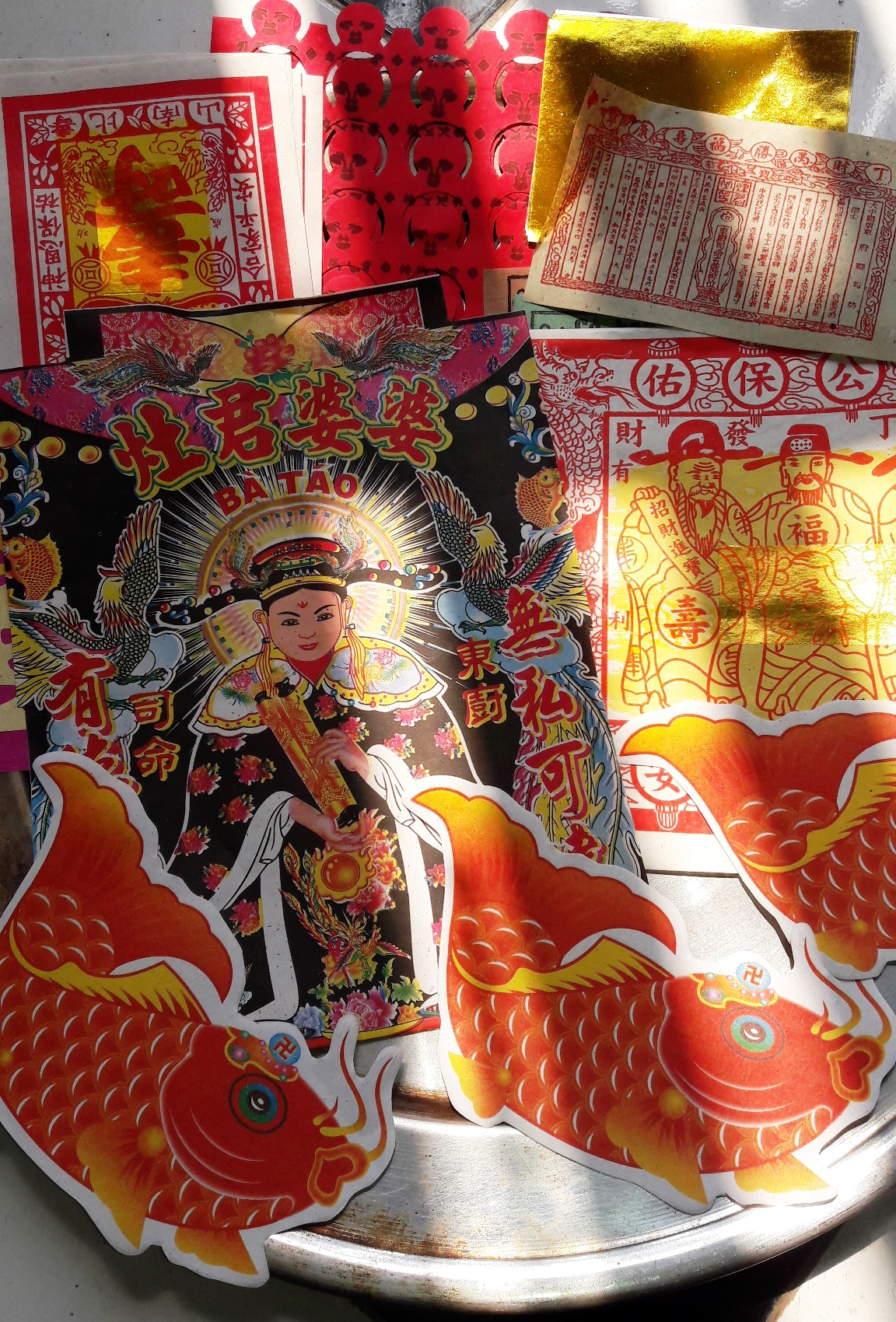
Đồ mã cúng Táo quân lên trời với hình cá chép đỏ
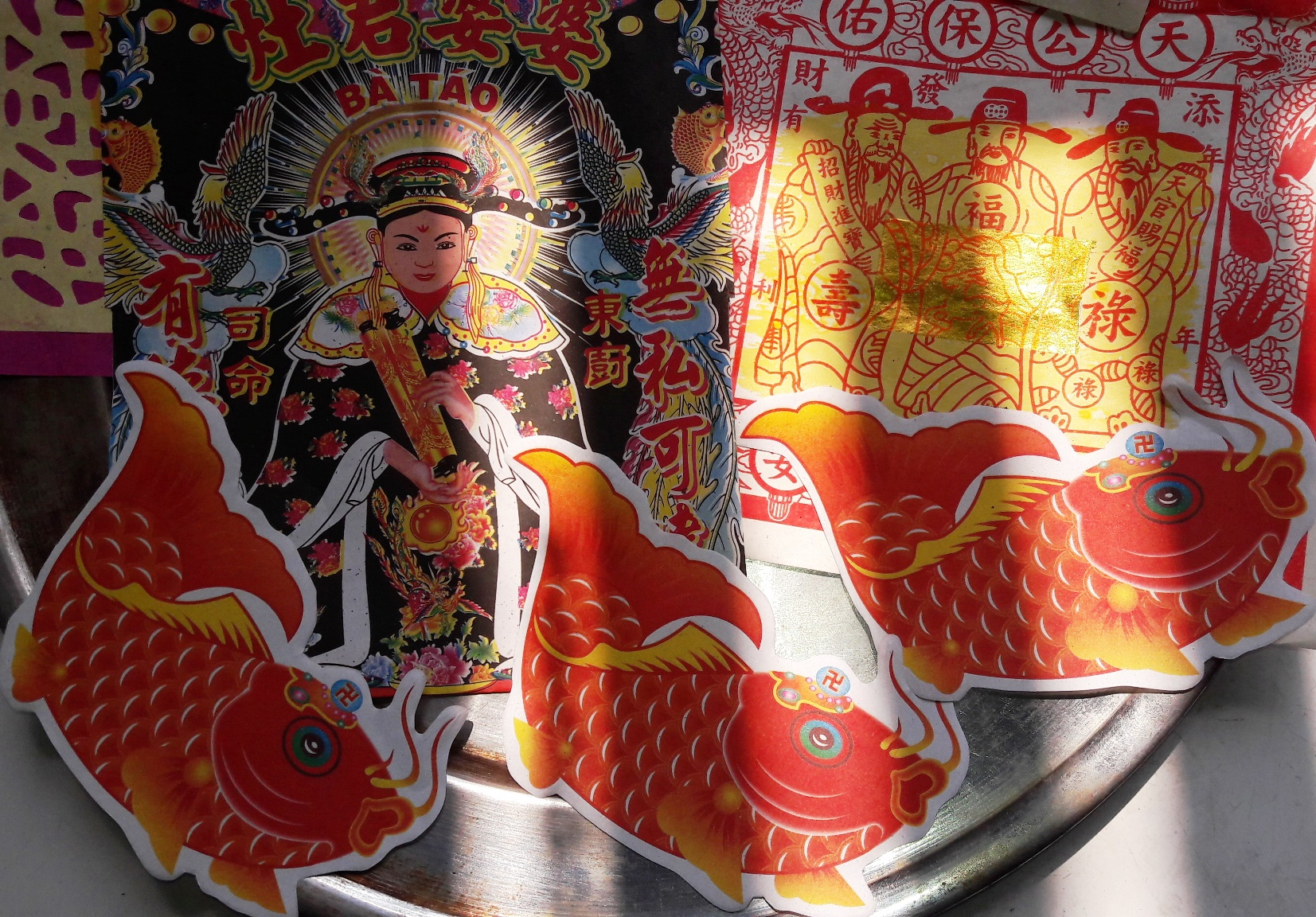
Đồ mã cúng Táo quân lên trời với hình cá chép đỏ
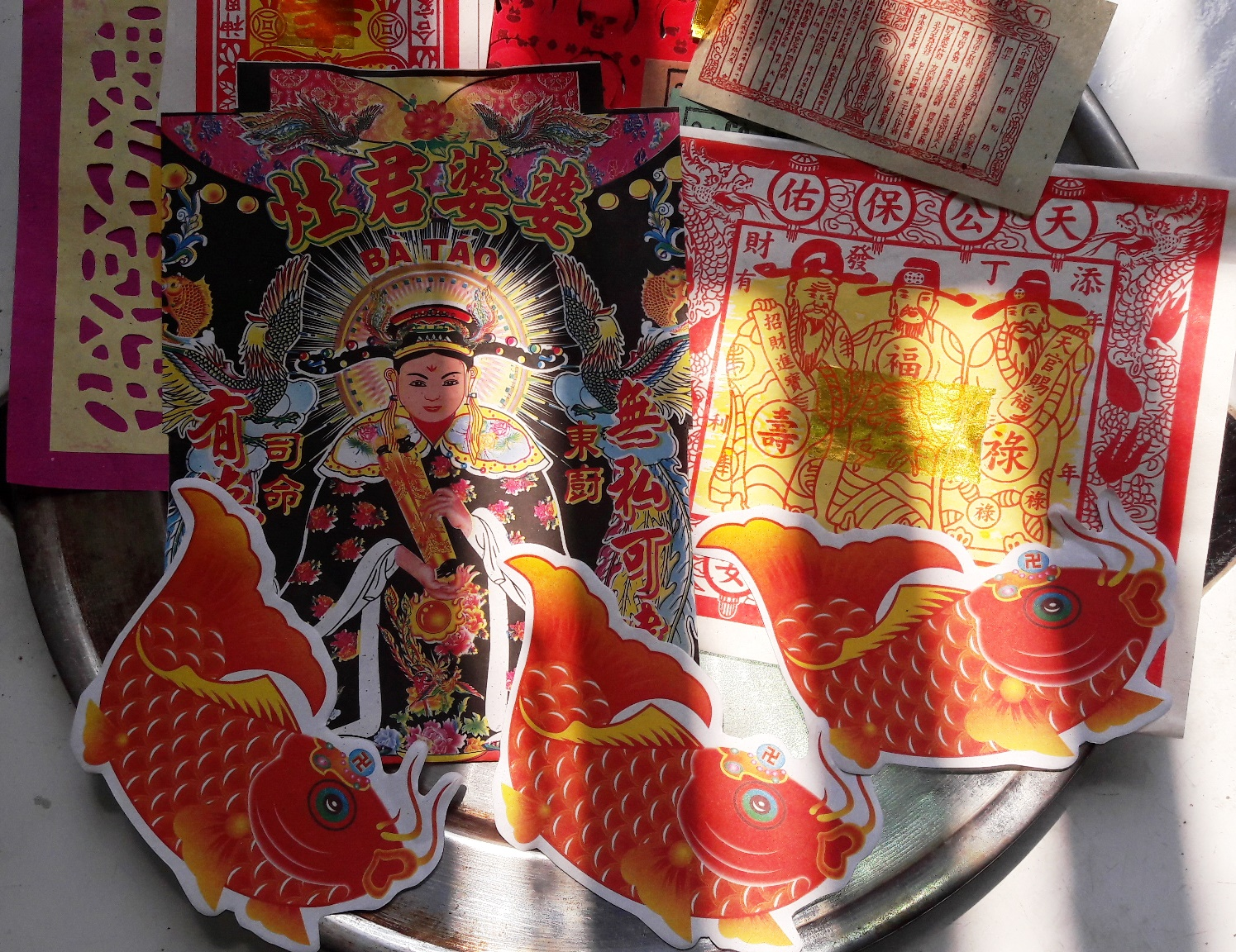
Đồ mã cúng Táo quân lên trời với hình cá chép đỏ